# Rue Boulle
Pour les articles homonymes, voir Boulle.
La rue Boulle est une voie du 11e arrondissement de Paris, en France.

## Situation et accès
La rue Boulle est une voie publique située dans le 11e arrondissement de Paris. Elle débute au 32, boulevard Richard-Lenoir et se termine au 5, rue Froment.

## Origine du nom

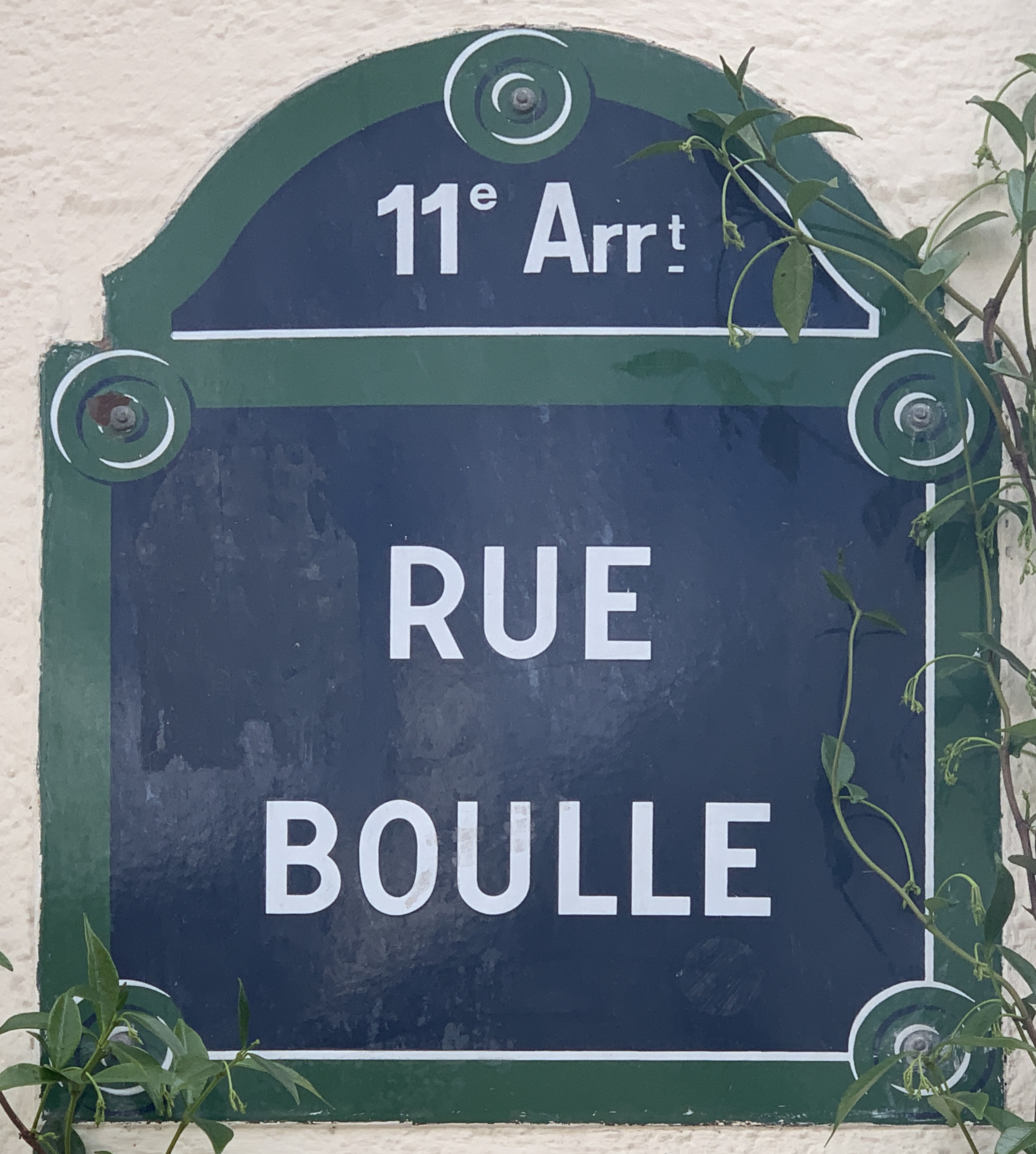
Plaque de la rue.

Elle porte le nom du célèbre ébéniste André-Charles Boulle (1642-1732).

## Historique
Cette rue, ouverte par décret du 19 septembre 1866, a pris par décret du 10 août 1868 le nom de « rue Boule » [sic].
Décret du 10 août 1868
« Napoléon, etc., 

sur le rapport de notre ministre secrétaire d’État au département de l'Intérieur,
vu l'ordonnance du 10 juillet 1816 ;
vu les propositions de M. le préfet de la Seine ;
avons décrété et décrétons ce qui suit :
Article 7. —  Les trois voies en cours d'exécution, ouvertes aux abords des écoles du 11e arrondissement, seront dénommées ainsi qu'il suit : 
la première, située entre le boulevard Richard-Lenoir et la troisième, recevra le nom de rue Boule ;
la deuxième, située entre la rue Saint-Sabin et la troisième, celui de rue Bréguet ;
la troisième, située entre les rues Sedaine et du Chemin-Vert, celui de rue Froment ;
etc.
Article 17. — Notre ministre secrétaire d'État au département de l'Intérieur est chargé de l'exécution du présent décret.
Fait au palais de Fontainebleau, le 10 août 1868. »

Elle prend sa dénomination actuelle par un arrêté du 1er mai 1880 où l'orthographe du nom fut modifiée, devenant la « rue Boulle » (avec 2 « l »).

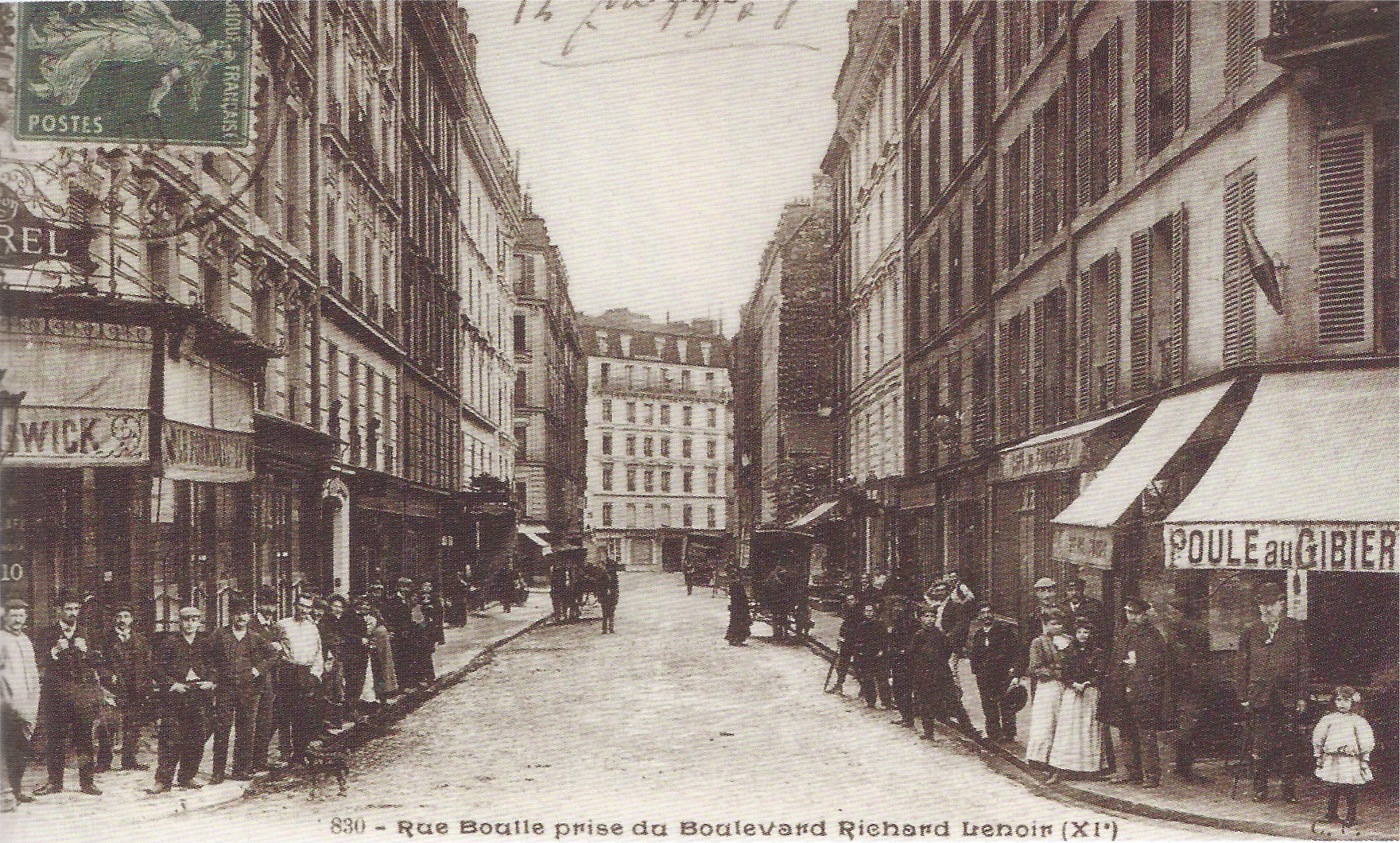
La rue Boulle vue depuis le boulevard Richard-Lenoir vers 1900.
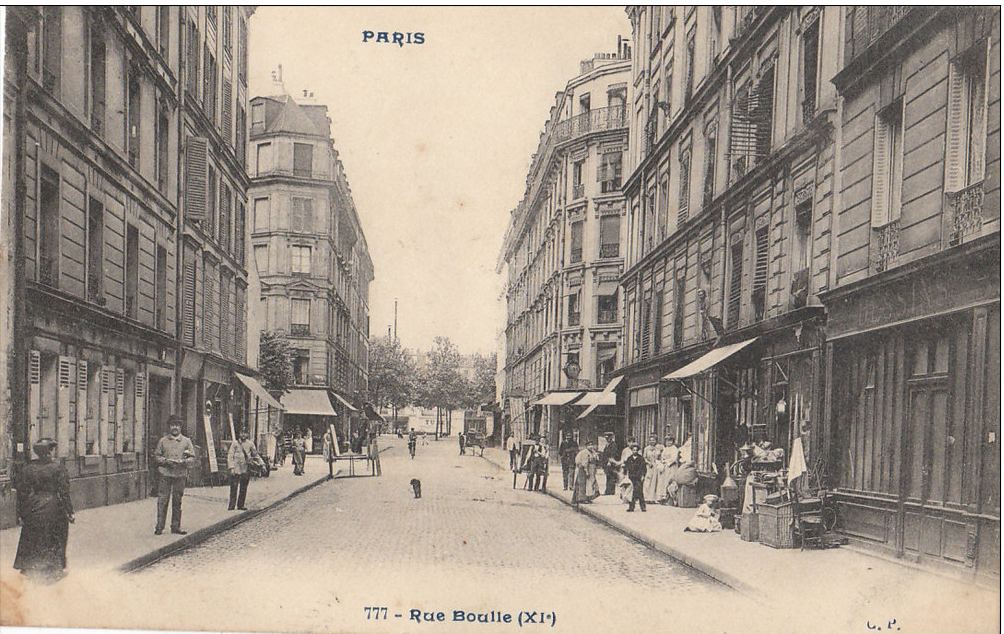
La rue Boulle vue depuis la rue Froment vers 1900.